# Hedera
Pour les articles homonymes, voir Lierre et Hedera (homonymie).
Genre
Classification phylogénétique
Hedera, communément appelées lierres, est un genre de plantes à fleurs de la famille des Araliacées. Il comprend plusieurs espèces sauvages ou sélectionnées et cultivées comme plantes ornementales d'intérieur ou d'extérieur. La plus commune est le lierre grimpant ou lierre commun, Hedera helix. C'est une liane grimpante phanérophyte — qui peut être rampante et grimpante — , elle est la liane la plus répandue dans les régions tempérées.

## Étymologie
Le nom français lierre est issu du latin hedera (la racine hed- ou hend- se retrouve dans le verbe latin praehendere, prendre, saisir). Hedera a d'abord abouti au très ancien français edre (Xe siècle), iedre (XIe siècle) puis à iere en ancien français, du genre masculin. Ce dernier agglutiné avec l'article défini a donné lierre dès 1372, avec l'ajout d'un r graphique supplémentaire.
Une étymologie populaire sans fondement fait remonter hedera à Héra, la femme de Zeus (divinité connue sous le nom de Phêgônaios, « dieu du chêne », arbre qui porte souvent un manteau de lierre, végétal qui symbolise la permanence de la force végétative et la persistance du désir). La ressemblance des feuilles du lierre avec celles de la vigne, leur qualité commune de plantes grimpantes ont pu faire rapprocher ces deux plantes dans le mythe de Dionysos, fils de Zeus avec une mortelle et dont était jalouse Héra. Selon la mythologie grecque, Hermès aurait transporté Dionysos enfant sur le mont Nysa où il est élevé par Silène et caché sous des feuilles de lierre avec l'aide des nymphes Hyades.
Hedera est à l'origine de toponymes comme Gèdre ou Yerres.

## Historique
Le lierre est présent à la surface du globe dès l'ère secondaire, sous un climat très sec marqué par une période humide en fin d'automne.

## Description

### Caractères botaniques
Hedera est un genre très homogène comptant une douzaine d'espèces. Ce sont des arbrisseaux rampants ou grimpants, à feuilles alternes, persistantes, entières. Les différentes espèces montrent un dimorphisme foliaire marqué : feuilles lobées sur les rameaux stériles, feuilles cordées sur rameaux fertiles. La forme et la taille des feuilles, d'une très grande variabilité, ne suffit pas à distinguer entre elles les espèces, sous-espèces et variétés. Les formes diploïdes ont 48 chromosomes, les espèces tétraploïdes en ont 96, les hexaploïdes 144 et octaploïdes 192 chromosomes.
Les fleurs jaune verdâtre, riches en nectar, sont regroupées en ombelles. Elles ont une corolle à cinq pétales et un calice réduit à cinq pointes. Les fruits charnus sont des drupes devenant noirs à maturité. Les graines très toxiques sont propagées par ornithochorie : elles sont libérées par destruction de la pulpe lors de son transport par la voie intestinale d'oiseaux (endozoochorie assurée par les grives, les merles ou les pigeons qui digèrent la pulpe, alors que leurs sucs digestifs ne s'attaquent pas aux graines),.

### Biologie

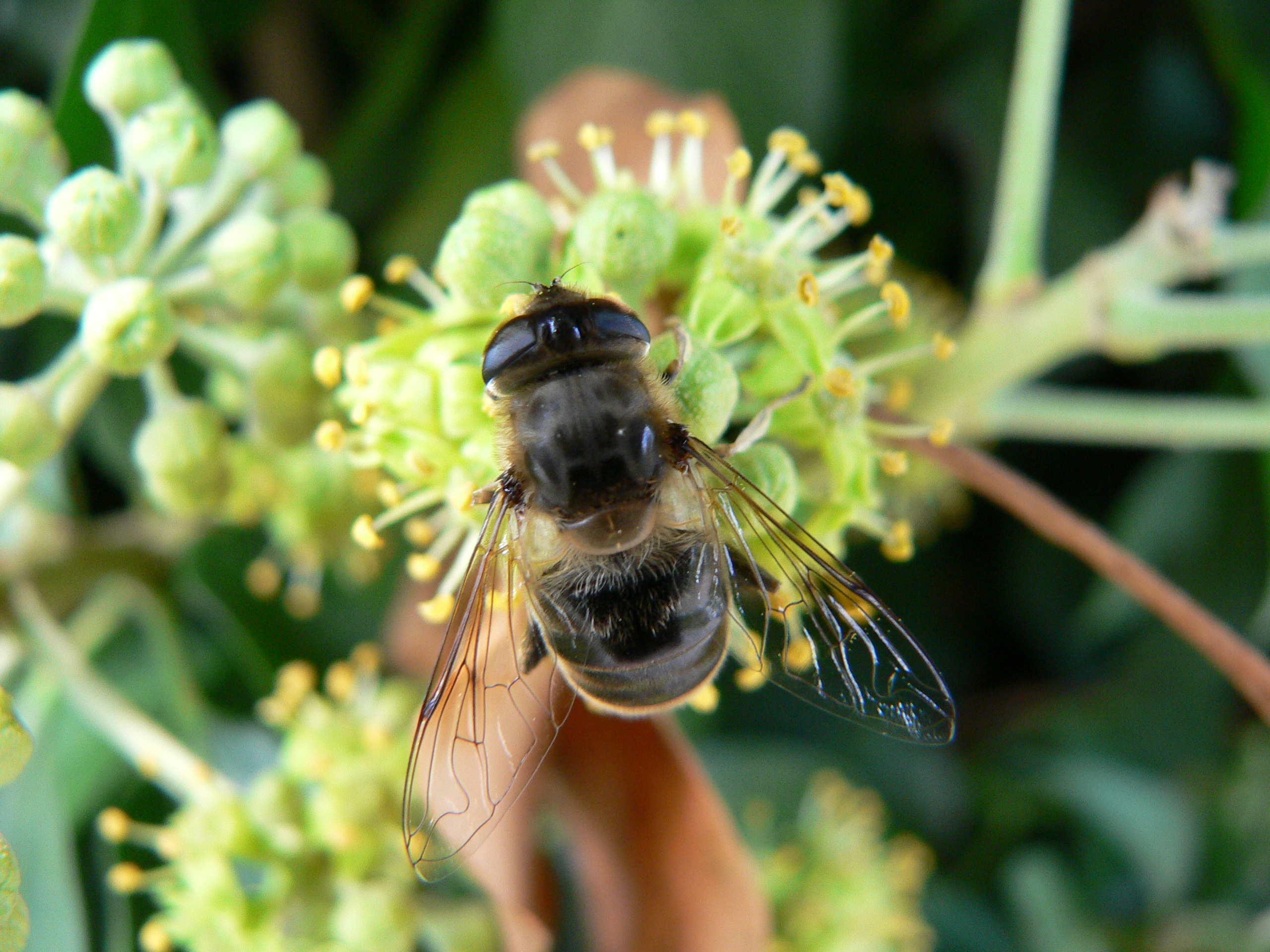
Le lierre est l'une des dernières plantes à produire du pollen et du nectar avant l'hiver (dernière source de nourriture pour les floricoles dont les abeilles) ; sur la photo, une mouche Éristale (Eristalis sp., Syrphidae).

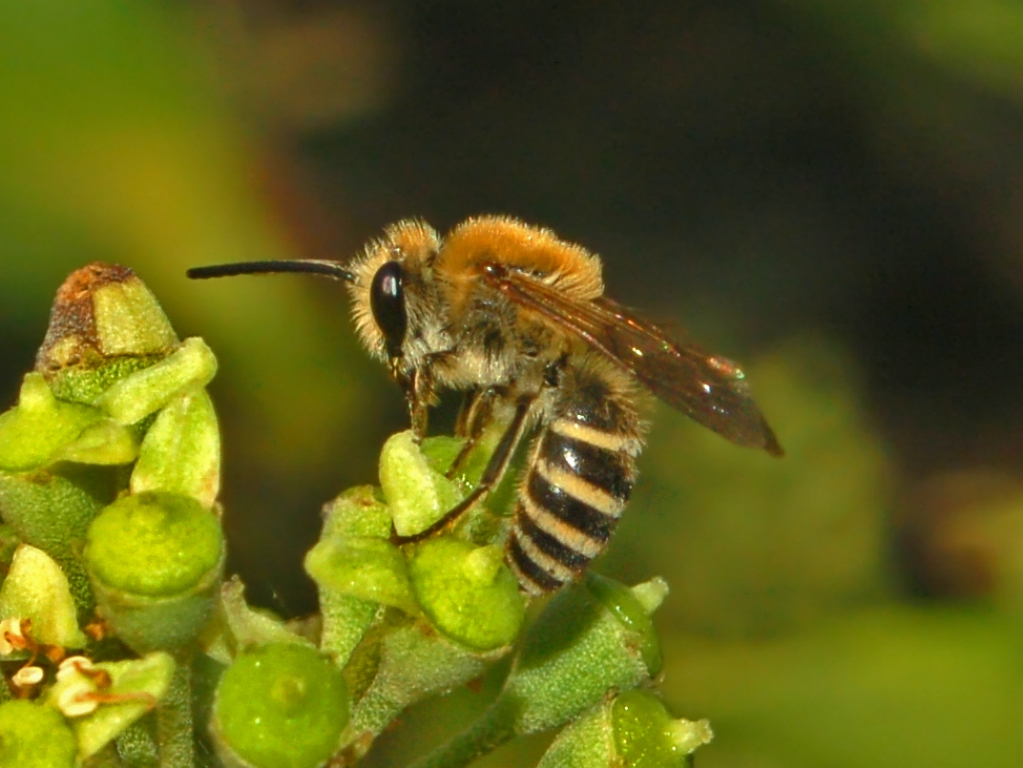
Colletes hederae, abeille sauvage spécialisée sur le Lierre.

Très résistant au froid, à la déshydratation, grâce notamment à la cuticule épaisse et cireuse de ses feuilles coriaces, il est actif (photosynthèse, production de pollen, fécondation, production de fruits) à l'automne et en hiver (phénologie très décalée), tandis que les feuillus qui les hébergent sont en phase de repos, aussi sert-il d'abri et de nourriture aux coccinelles, syrphes ou chrysopes, auxiliaires du jardin et des cultures. Les fleurs de lierre sont parmi celles qui nourrissent la plus grande communauté d'insectes spécialistes. Une étude aux abords de Brighton montre que cette communauté est constituée pour presque un tiers de mouches, 27 % de syrphes, 21 % d'abeilles domestiques, 13 % de guêpes communes (Vespula vulgaris), 4 % de papillons, 3 % de bourdons et 3 % d'abeilles du lierre  (Colletes hederae).
En juin, alors que les arbres sont en pleine phase de croissance, le lierre entre en repos, et perd des feuilles, dont la décomposition rapide libère des éléments minéraux assimilables par les autres arbres de la forêt. En octobre, lorsque son arbre hôte entre lui-même en phase de repos, le lierre fleurit et utilise les ressources d'eau et de lumière que n'exploite plus l'arbre : il y a partage des ressources dans le temps.
Il semble que la longue coévolution lierre-arbre ait abouti à un partage de l'espace aérien et du déroulement de l'année en vue d'une utilisation optimale par les deux organismes des ressources en eau, en nutriments et en énergie solaire.
Contrairement à une idée autrefois répandue, le lierre n'est pas du tout un parasite : il ne vit pas aux dépens de l'arbre tuteur, et leur association semble même être presque de type symbiotique ou, au moins, de bénéfice mutuel, car le lierre peut aussi vivre sur le sol, même s'il n'y fructifie pas.On peut donc dire que c'est une plante épiphyte.
Il procure un abri à de nombreux animaux utiles pour l'arbre et il présente des capacités remarquables de détoxication de l'air chargé de benzène, un des composants, cancérigènes et mutagènes, substitut du plomb dans le carburant.

Il est rarissime que le lierre envahisse tout un arbre, alors que l'élimination d'un arbre dominé par un arbre dominant est un phénomène très commun.

Il protège les lisières forestières de la déshydratation et des effets des rayons ultraviolets.

Son feuillage sombre protège le tronc des pluies d'hiver et des dommages dus au gel (en zone froide et humide, le gel est une des premières causes de dépréciation des bois).
Alors que les Araliacées sont des arbres, buissons et lianes d'origine subtropicale, plusieurs espèces d'Hedera, lors du Cénozoïque, adoptent une stratégie de grimpe par des racines aériennes transformées en crampons qui permettent de s'agripper sur des gros troncs aux écorces rudes en forêts de régions tempérées, caractérisées par un sol relativement plus frais. Au contact du support, les milliers de radicelles (de 1 à 15 mm de long) serrées le long des tiges s’y calent et s'y épaississent. Leur adhésion est renforcée par leurs poils racinaires qui sécrètent une colle puissante, faite de polysaccharides et de nanoparticules sphériques de 60 à 85 nanomètres de diamètre. L'analyse de ces nanoparticules montre l’existence de milliards d’adhérences nanoscopiques qui, mises bout à bout, confèrent une grande force près de 2 millions de plus que son poids. Ces nanoparticules biocompatibles pourraient trouver des applications, notamment en cosmétique en se substituant aux nanoparticules métalliques potentiellement nocives dans les écrans solaires.

La première vague de conquête des sous-bois correspond à la phase végétative juvénile sciaphile de la plante, le jeune lierre rampant vers la zone d'ombre créée par un grand arbre (processus de skototropisme décrit pour les lianes tropicales). Le stade adulte correspond à une phase héliophile de l'arbrisseau grimpant vers le soleil, seule susceptible de permettre au lierre de fleurir et de se reproduire.
Le lierre, selon l'endroit où il pousse, et selon qu'il est taillé ou non, évolue en liane rampante ou grimpante ou en buisson. En liane grimpante, le lierre n'occupe généralement que le tour du tronc, jusqu'à la base du houppier, et laisse les branches principales de l'arbre au soleil.

## Problèmes et dangers

### Toxicité
Les feuilles contiennent du falcarinol qui peut provoquer des dermites de contact. Les drupes sont très toxiques.

### Dégradation des supports

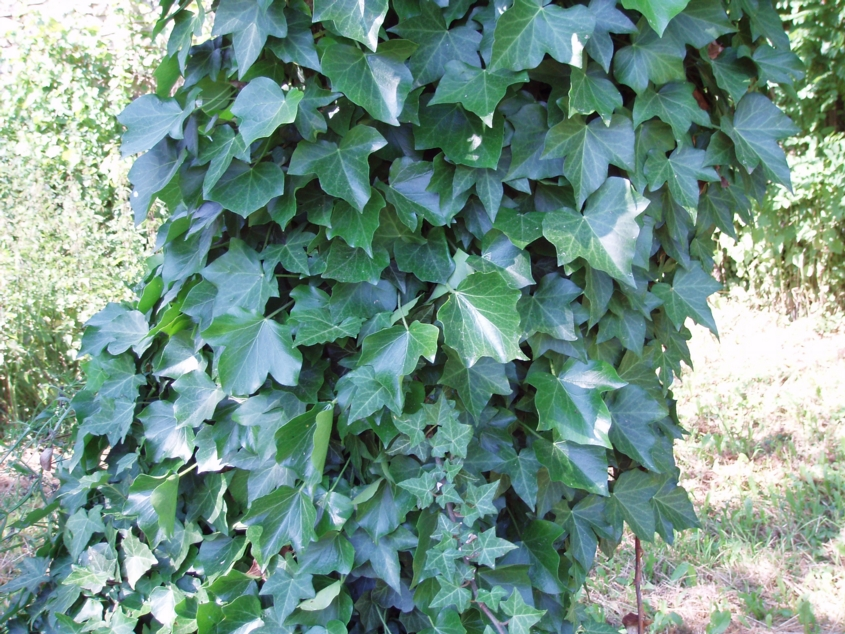
Lierre sur un amandier.

Le lierre ne dégrade pas tous les murs, même maçonnés de terre, s'ils sont secs : s'il vient à obstruer une gouttière, et que l'eau ruisselle sur le mur, il peut alors, avec le concours des bactéries symbiotes, produire des racines qui s'insinuent entre les briques ou les pierres. Le lierre peut même être utile pour pomper l'eau des maçonneries, assainissant plutôt les murs et ne nuisant en rien à leur conservation. Le lierre de façade participe à la régulation thermique de l'habitat (protection contre les variations de températures) et filtre les particules liées à la pollution sans abîmer le mur.
En revanche, si le support est fissuré (processus inévitable à long terme), le lierre peut dégrader un mur en pierres sèches ou une maçonnerie humide (maçonnerie à la chaux hydraulique naturelle ou à la terre). En effet, des pousses peuvent s'insinuer entre les pierres et prendre à la longue tant d'expansion qu'elles les déplacent et déchaussent le mur s'il n'est pas constitué de très grosses pierres.

## Principales espèces
Les principales espèces sont :
- Lierre grimpant, Hedera helix L.

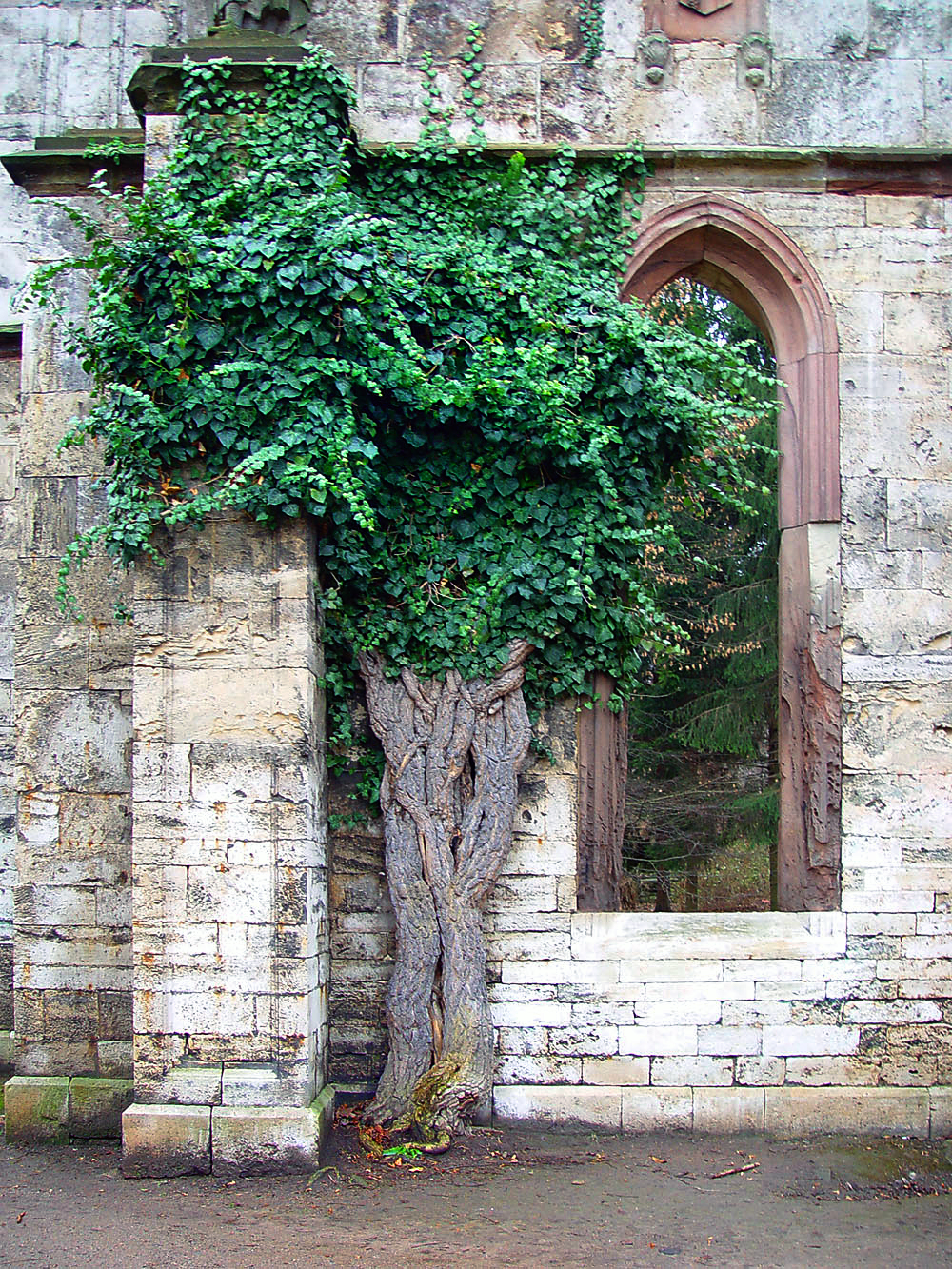
Vieux lierre grimpant sur ruine de Tempelherrenhaus à Weimar (Allemagne).

  - Lierre d'Irlande, Hedera helix subsp. hibernica (G.Kirchn.) D.C.McClint.
- Lierre des Açores, Hedera azorica Carr.
- Lierre des Canaries, Hedera canariensis Willd
  - Lierre de Madère, Hedera canariensis var. maderensis Willd
  - Lierre d'Alger, Hedera canariensis var. algeriensis Willd
- Lierre de Colchide, Hedera colchica (K. Koch) K. Koch
- Lierre du Maroc, Hedera maroccana Mac Hallister
- Lierre du Népal, Hedera nepalensis K. Koch
  - Lierre de Chine, Hedera nepalensis var sinensis (Tobler) Rehder
- Lierre de Russie, Hedera pastuchovii G. Woron,
  - Lierre de Chypre, Hedera pastuchovii var. cypria G. Woron,
- Lierre du Japon, Hedera rhombea (Miq.) Bean

## Distribution
Ce genre est originaire d'Europe, d'Asie occidentale et d'Afrique du Nord.
Il a été répandu par la culture et s'est naturalisé en Amérique.

## Usages

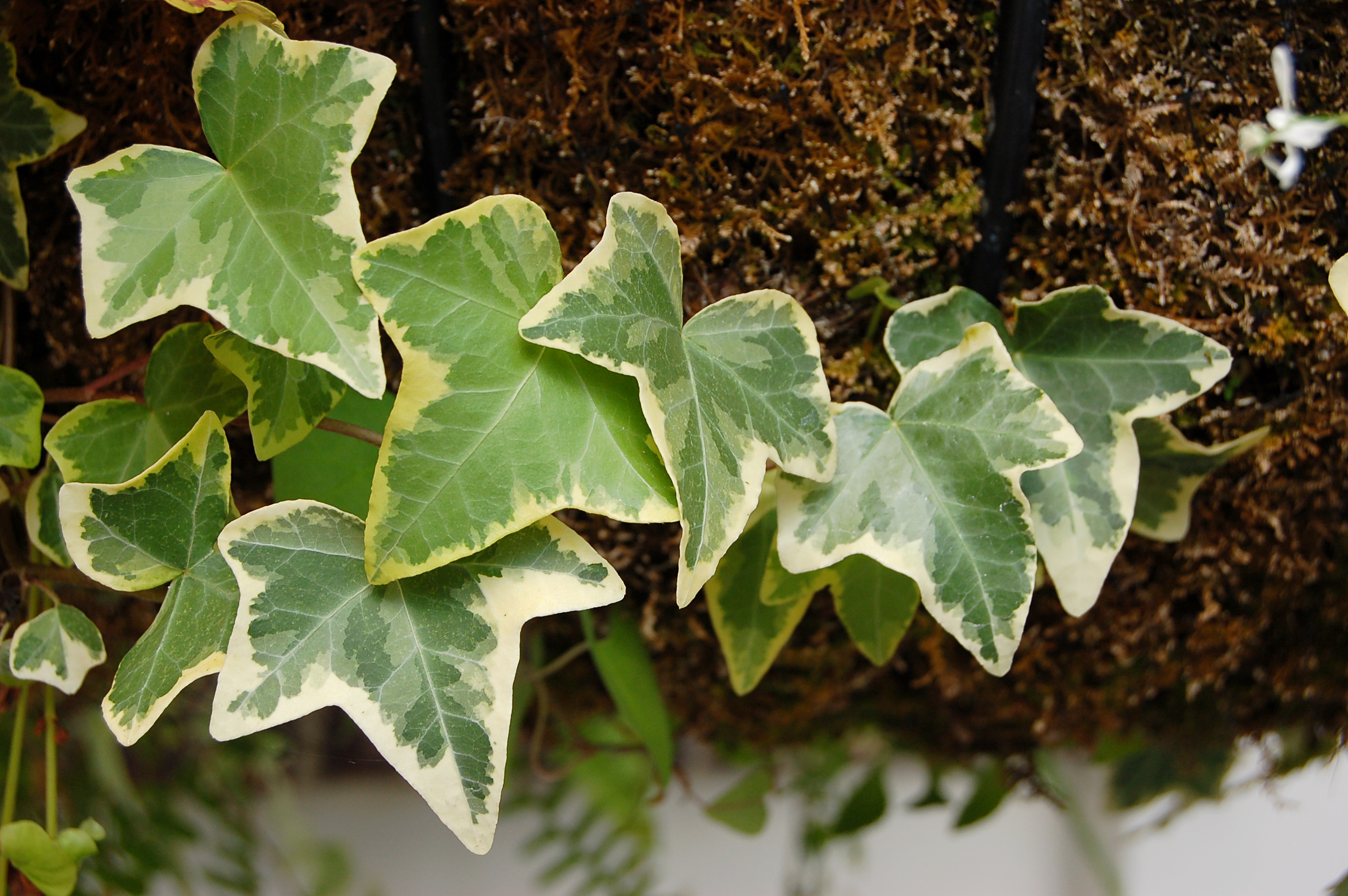
Lierre à feuillage panaché.

Les lierres possèdent des saponines triterpénoïdes (notamment l'hederine) qui ont une action de défense vis-à-vis des décomposeurs microbiens ou fongiques, et des parasites. Des extraits hydroalcooliques de la feuille sont utilisés comme antitussif et dans les affections bronchiques en raison de la fluidification des sécrétions favorisée par ces molécules. Des extraits foliaires sont employés dans des produits cosmétiques, particulièrement ceux à « visée anti-cellulitique » en raison de l'action anti-inflammatoire des saponines.
La forte teneur en saponines (5 à 8 %) des feuilles explique que leur décoction peut être utilisée pour réaliser un shampoing ou une lessive.
Il peut être utilisé comme couvre-sol, pour couvrir un mur ou une clôture. Il est réputé contribuer à épurer l'air (absorptions du benzène toxique qui a remplacé le plomb dans l'essence par exemple).
Autrefois, dans certains pays chauds, on en extrayait une gomme médicinale, utilisée comme dépilatoire (« une larme dure, sèche, d'une couleur de rouille foncée : quand on la brise en petits morceaux, elle paroît transparente, rouge et parsemée de petits points brillans ; elle a un goût un peu acre, légèrement astringent, et tant soit peu aromatique. Elle répand quand on la brûle une odeur agréable qui approche de celle de l'encens ».
La culture sélective d’Hedera helix a donné naissance à de nombreux cultivars aux feuillages très ornementaux (feuillage panaché, feuillage pourpre).

## Symbolique
Le lierre, plante vivace, a été dans l'Antiquité le symbole de la longévité, et particulièrement de l'amour constant avec la devise « Je meurs ou je m'attache ». Le lierre, qui embrasse les arbres, a aussi été adopté comme symbole de l'amitié.
Dans le calendrier républicain, Lierre était le nom donné au 8e jour du mois de frimaire.

## Écologie
La Boarmie rhomboïdale, Peribatodes rhomboidaria, un papillon de nuit de la famille des Geometridae, se nourrit parfois de lierre.
L'Abeille du lierre récolte essentiellement le pollen de cette plante mais elle butine le nectar d’autres fleurs.